# من برای تو چه کسی هستم؟
من برای تو چه کسی هستم؟ (انگلیسی: Hum Aapke hai koun) نام فیلم هندی رمانتیک کمدی و موزیکال به کارگردانی و نویسندگی سورج بارجاتیا و با بازی مدوری دیکشیت و سلمان خان می‌باشد. این فیلم ازدواج سنتی هندی و روابط بین دو شخص و خانواده‌های آن هارا به تصویر می‌کشد. این فیلم از نظر تجاری بسیار موفق عمل کرد و تبدیل به پر فروش‌ترین فیلم سال شد.
همچنین پنج جایزهٔ فیلم فیر از جمله بهترین کارگردان، بهترین فیلم و بهترین بازیگر زن را دریافت کرده‌است.

## داستان
پرم (سلمان خان) در کودکی پدر و مادرش را از دست داده و همراه با برادر بزرگش راجش و عمویش (کایلاشناس) زندگی می‌کند. راجش سرپرستی خانواده اش را بر عهده گرفته‌است و خانوادهٔ راجش سعی بر این دارند که برای او عروسی مناسب پیدا کنند. پروفسور سیدرات چادهاری (انوپم کهیر) و همسرش خانم چادهاری دو دختر به نام‌های پوجا و نیشا (مدوری دیکشیت) دارند. آقای چادهاری و عموی راجش (کایلاشناس) دوستان قدیمی هستند که بعد از سال‌ها یک دیگر را ملاقات می‌کنند. آن دو ازدواج بین پوجا و راجش را ترتیب می‌دهند. پرم و نیشا بار اولی که یکدیگر را می‌بینند، بینشان دعوایی راه می‌افتد و این دعوا تا پس مراسم ازدواج پوجا و راجش ادامه پیدا می‌کند. سرانجام پرم و نیشا باخبر می‌شوند که راجش و پوجا قرار است صاحب فرزند شوند. به مناسبت به دنیا آمدن پسر راجش و پوجا در خانهٔ آن‌ها مراسمی برگزار می‌شود و نیشا نیز در این مراسم حضور پیدا می‌کند. در طول مراسم، روابط عاشقانه‌ای بین پرم و نیشا ایجاد می‌شود. پوجا به روابط عاشقانهٔ بین پرم و نیشا پی می‌برد و به نیشا گردنبندی می‌دهد که نشانه‌ای برای ازدواج پرم و او باشد؛ ولی مدتی بعد به‌طور تصادفی پوجا از پله‌ها پایین می‌افتد و می‌میرد. نیشا بعد از مرگ خواهرش از پسر او به خوبی مراقبت می‌کند و خانواده‌های آن‌ها بر این باور می‌رسند که نیشا می‌تواند مادر خوبی برای پسر راجش شود و تصمیم می‌گیرند که آن دو با هم ازدواج کنند. نیشا فکر می‌کند که خانواده اش با عموی راجش دربارهٔ ازدواج او با پرم صحبت می‌کنند. در مراسم پیش از ازدواج، نیشا می‌فهمد که قرار است با راجش ازدواج کند. پرم و نیشا عشق خود را به خاطر راجش و پسرش قربانی می‌کنند. لحظاتی قبل از مراسم ازدواج، نیشا از سگ پرم (توفی) می‌خواهد که گردنبندی را که به پرم داده بود، همراه با نامه برایش بیاورد. نامه و گردنبند بر روی دستان راجش می‌افتد و راجش به عشق پرم و نیشا پی می‌برد و مراسم ازدواج را متوقف می‌کند و در پایان پرم و نیشا با رضایت خانواده‌هایشان با یکدیگر ازدواج می‌کنند. عنوان فیلم، hum Aapke hai koun است که در پایان به (من مال تو هستم) !..hum Aapke hain تغییر می‌کند.

## شخصیت‌های اصلی
| بازیگر       | شخصیت                  |
| ------------ | ---------------------- |
| سلمان خان    | پرم                    |
| مدوری دیکشیت | نیشا                   |
| انوپم کهیر   | پروفسور سیدرات چادهاری |
| موهنیش باهل  | راجش                   |
| رنوکا شاهانه | پوجا                   |
| ریما لاگو    | خانم چادهاری           |
| آلوک نات     | کایلاشناس              |

## لیست آهنگ‌ها
| شماره# | شعر                                                    | خواننده(ها)                                         | مدت  |
| ------ | ------------------------------------------------------ | --------------------------------------------------- | ---- |
| ۱      | "مایه نی مایه"                                         | لاتا منگشکار                                        | ۴:۲۱ |
| ۲      | "دیدی ترا دوار دیوانا " (خواهر برادر شوهرت دیوانه است) | لاتا منگشکار، balasubrahmanyam                      | ۸:۰۵ |
| ۳      | "Mausam Ka Jaadu"                                      | لاتا منگشکار، balasubrahmanyam                      | ۵:۰۳ |
| ۴      | " شکلات، آب لیمو"                                      | لاتا منگشکار                                        | ۴:۲۷ |
| ۵      | "joote do,paise lo"                                    | لاتا منگشکار، balasubrahmanyam                      | ۴:۳۶ |
| ۶      | "پهلا پهلا پیار"                                       | balasubrahmanyam                                    | ۴:۲۵ |
| ۷      | "دیکتانا"(قسمت اول)                                    | balasubrahmanyam                                    | ۵:۲۰ |
| ۸      | "بابول"                                                | شاردا سینها                                         | ۳:۴۴ |
| ۹      | "سمدی سمدان"                                           | لاتا منگشکار، کومار سانو                            | ۵:۵۱ |
| ۱۰     | "موجسه جودا هوکار"                                     | لاتا منگشکار، balasubrahmanyam                      | ۶:۰۲ |
| ۱۱     | "واه واه رامجی"                                        | لاتا منگشکار، balasubrahmanyam                      | ۴:۱۵ |
| ۱۲     | "لو چالی مین"                                          | لاتا منگشکار                                        | ۲:۵۳ |
| ۱۳     | "دیکتانا"(قسمت دوم)                                    | لاتا منگشکار، balasubrahmanyam، نارایان شیلندر سینگ | ۸:۰۷ |

## فروش
این فیلم با بودجه‌ای حدود ۶۳۰٬۰۰۰ دلار یکی از پر فروش‌ترین فیلم‌های تاریخ سینمای هند می‌باشد، و در زمان اکران خود پر فروش‌ترین فیلم در هند و در خارج از هند شد.
"من برای تو چه کسی هستم؟" (۲۰میلیون دلار) در هند و (۱۸ میلیون دلار) در جهان و در کل (۴۶ میلیون دلار) فروش کرد و یک "بلاک باستر" نامیده شد.
این فیلم در جدول پرفروشترین فیلم‌های تاریخ بالیوود در رتبه نخست قرار دارد.

## نکات جزئی
آهنگ «خواهر برادر شوهرت دیوانه است» و ساری بنفشی که مدوری دیکشیت در هنگام اجرای رقص این آهنگ به تن کرده بود بسیار محبوب و معروف شدند. کاران جوهر (تهیه‌کننده و کارگردان هندی) می‌گوید که «من برای تو چه کسی هستم» جز آن فیلم‌هایی است که زندگی اش را تغییر داده!